# Arrondissement de Montreuil
L'arrondissement de Montreuil (dénommé « arrondissement de Montreuil-sur-Mer » par la préfecture,), parfois appelé Montreuillois ou Côte d'Opale Canche-Authie, est une division administrative française, située dans le département du Pas-de-Calais, en région Hauts-de-France.
Avec ses 110 251 habitants, c'est le moins peuplé des arrondissements du Pas-de-Calais et celui qui possède la plus faible densité d'habitants au km2.
Les villes les plus peuplées de l'arrondissement sont Berck et Étaples (cités de bord de mer), alors que le chef-lieu est la ville de Montreuil-sur-Mer et ses 2 132 habitants, dans l'intérieur des terres.

## Composition

### Composition de l'arrondissement avant le redécoupage cantonal de 2014
Avant 2015, l'arrondissement de Montreuil compte 164 communes groupées en 8 cantons (canton de Berck - canton de Campagne-lès-Hesdin - canton d'Étaples - canton de Fruges - canton de Hesdin - canton de Hucqueliers - canton de Montreuil - canton du Parcq) :
- Canton de Berck, qui groupe 10 communes :
  - Airon-Notre-Dame, Airon-Saint-Vaast, Berck, Colline-Beaumont, Conchil-le-Temple, Groffliers, Rang-du-Fliers, Tigny-Noyelle, Verton et Waben
- Canton de Campagne-lès-Hesdin, qui groupe 23 communes :
  - Aix-en-Issart, Beaurainville, Boisjean, Boubers-lès-Hesmond, Brimeux, Buire-le-Sec, Campagne-lès-Hesdin, Douriez, Gouy-Saint-André, Hesmond, Lespinoy, Loison-sur-Créquoise, Maintenay, Marant, Marenla, Maresquel-Ecquemicourt, Marles-sur-Canche, Offin, Roussent, Saint-Denœux, Saint-Rémy-au-Bois, Saulchoy et Sempy
- Canton d'Étaples, qui groupe 19 communes :
  - Attin, Bernieulles, Beutin, Bréxent-Énocq, Camiers, Cormont, Estrée, Estréelles, Étaples, Frencq, Hubersent, Inxent, Lefaux, Longvilliers, Maresville, Montcavrel, Recques-sur-Course, Tubersent et Widehem
- Canton de Fruges, qui groupe 25 communes :
  - Ambricourt, Avondance, Canlers, Coupelle-Neuve, Coupelle-Vieille, Crépy, Créquy, Embry, Fressin, Fruges, Hézecques, Lebiez, Lugy, Matringhem, Mencas, Planques, Radinghem, Rimboval, Royon, Ruisseauville, Sains-lès-Fressin, Senlis, Torcy, Verchin et Vincly
- Canton de Hesdin, qui groupe 22 communes :
  - Aubin-Saint-Vaast, Bouin-Plumoison, Brévillers, Capelle-lès-Hesdin, Caumont, Cavron-Saint-Martin, Chériennes, Contes, Guigny, Guisy, Hesdin, Huby-Saint-Leu, La Loge, Labroye, Marconne, Marconnelle, Mouriez, Raye-sur-Authie, Regnauville, Sainte-Austreberthe, Tortefontaine et Wambercourt
- Canton de Hucqueliers, qui groupe 24 communes :
  - Aix-en-Ergny, Alette, Avesnes, Bécourt, Beussent, Bezinghem, Bimont, Bourthes, Campagne-lès-Boulonnais, Clenleu, Enquin-sur-Baillons, Ergny, Herly, Hucqueliers, Humbert, Maninghem, Parenty, Preures, Quilen, Rumilly, Saint-Michel-sous-Bois, Verchocq, Wicquinghem et Zoteux
- Canton de Montreuil, qui groupe 17 communes :
  - Beaumerie-Saint-Martin, Campigneulles-les-Grandes, Campigneulles-les-Petites, Cucq, Écuires, La Calotterie, La Madelaine-sous-Montreuil, Le Touquet-Paris-Plage, Lépine, Merlimont, Montreuil-sur-Mer, Nempont-Saint-Firmin, Neuville-sous-Montreuil, Saint-Aubin, Saint-Josse, Sorrus et Wailly-Beaucamp
- Canton du Parcq[Note 1], qui groupe 24 communes :
  - Auchy-lès-Hesdin, Azincourt, Béalencourt, Blangy-sur-Ternoise, Blingel, Éclimeux, Fillièvres, Fresnoy, Galametz, Grigny, Incourt, Le Parcq, Le Quesnoy-en-Artois, Maisoncelle, Neulette, Noyelles-lès-Humières, Rollancourt, Saint-Georges, Tramecourt, Vacqueriette-Erquières, Vieil-Hesdin, Wail, Wamin et Willeman

### Découpage communal depuis 2015
Depuis 2015, le nombre de communes des arrondissements varie chaque année soit du fait du redécoupage cantonal de 2014 qui a conduit à l'ajustement de périmètres de certains arrondissements, soit à la suite de la création de communes nouvelles. Le nombre de communes de l'arrondissement de Montreuil reste quant à lui inchangé depuis 2015 et égal à 164.
Au 1er janvier 2024, l'arrondissement groupe les 164 communes suivantes :
1. Airon-Notre-Dame
2. Airon-Saint-Vaast
3. Aix-en-Ergny
4. Aix-en-Issart
5. Alette
6. Ambricourt
7. Attin
8. Aubin-Saint-Vaast
9. Auchy-lès-Hesdin
10. Avesnes
11. Avondance
12. Azincourt
13. Béalencourt
14. Beaumerie-Saint-Martin
15. Beaurainville
16. Bécourt
17. Berck
18. Bernieulles
19. Beussent
20. Beutin
21. Bezinghem
22. Bimont
23. Blangy-sur-Ternoise
24. Blingel
25. Boisjean
26. Boubers-lès-Hesmond
27. Bouin-Plumoison
28. Bourthes
29. Brévillers
30. Bréxent-Énocq
31. Brimeux
32. Buire-le-Sec
33. La Calotterie
34. Camiers
35. Campagne-lès-Boulonnais
36. Campagne-lès-Hesdin
37. Campigneulles-les-Grandes
38. Campigneulles-les-Petites
39. Canlers
40. Capelle-lès-Hesdin
41. Caumont
42. Cavron-Saint-Martin
43. Chériennes
44. Clenleu
45. Colline-Beaumont
46. Conchil-le-Temple
47. Contes
48. Cormont
49. Coupelle-Neuve
50. Coupelle-Vieille
51. Crépy
52. Créquy
53. Cucq
54. Douriez
55. Éclimeux
56. Écuires
57. Embry
58. Enquin-sur-Baillons
59. Ergny
60. Estrée
61. Estréelles
62. Étaples
63. Fillièvres
64. Frencq
65. Fresnoy
66. Fressin
67. Fruges
68. Galametz
69. Gouy-Saint-André
70. Grigny
71. Groffliers
72. Guigny
73. Guisy
74. Herly
75. Hesdin
76. Hesmond
77. Hézecques
78. Hubersent
79. Huby-Saint-Leu
80. Hucqueliers
81. Humbert
82. Incourt
83. Inxent
84. Labroye
85. Lebiez
86. Lefaux
87. Lépine
88. Lespinoy
89. La Loge
90. Loison-sur-Créquoise
91. Longvilliers
92. Lugy
93. La Madelaine-sous-Montreuil
94. Maintenay
95. Maisoncelle
96. Maninghem
97. Marant
98. Marconne
99. Marconnelle
100. Marenla
101. Maresquel-Ecquemicourt
102. Maresville
103. Marles-sur-Canche
104. Matringhem
105. Mencas
106. Merlimont
107. Montcavrel
108. Montreuil-sur-Mer
109. Mouriez
110. Nempont-Saint-Firmin
111. Neulette
112. Neuville-sous-Montreuil
113. Noyelles-lès-Humières
114. Offin
115. Le Parcq
116. Parenty
117. Planques
118. Preures
119. Le Quesnoy-en-Artois
120. Quilen
121. Radinghem
122. Rang-du-Fliers
123. Raye-sur-Authie
124. Recques-sur-Course
125. Regnauville
126. Rimboval
127. Rollancourt
128. Roussent
129. Royon
130. Ruisseauville
131. Rumilly
132. Sains-lès-Fressin
133. Saint-Aubin
134. Sainte-Austreberthe
135. Saint-Denœux
136. Saint-Georges
137. Saint-Josse
138. Saint-Michel-sous-Bois
139. Saint-Rémy-au-Bois
140. Saulchoy
141. Sempy
142. Senlis
143. Sorrus
144. Tigny-Noyelle
145. Torcy
146. Tortefontaine
147. Le Touquet-Paris-Plage
148. Tramecourt
149. Tubersent
150. Vacqueriette-Erquières
151. Verchin
152. Verchocq
153. Verton
154. Vieil-Hesdin
155. Vincly
156. Waben
157. Wail
158. Wailly-Beaucamp
159. Wambercourt
160. Wamin
161. Wicquinghem
162. Widehem
163. Willeman
164. Zoteux

## Histoire
L'arrondissement de Montreuil des communes provient de provinces différentes : le Boulonnais, l'Artois et la Picardie.
Il est créé le 28 pluviôse an VIII (17 février 1800). Il est divisé en six cantons : Étaples, Montreuil, Campagne, Hesdin, Hucqueliers et Fruges. Le nombre de communes passe de 139 au milieu du XIXe siècle à 142 au début du XXe siècle. Des hameaux deviennent des municipalités, comme Roussent en 1858, Rang-du-Fliers en 1870 et Le Touquet-Paris-Plage en 1912. Dans la seconde moitié du XXe siècle, il compte 140 communes. Le village d'Equemicourt est rattaché à Maresquel en 1968. Bouin et Plumoison fusionnent en 1970. Début 1991 naissance d'un septième canton, Berck. Enfin, début 2007, le canton du Parcq et ses 24 communes sont rattachés à l'arrondissement.

## Siège de la sous-préfecture

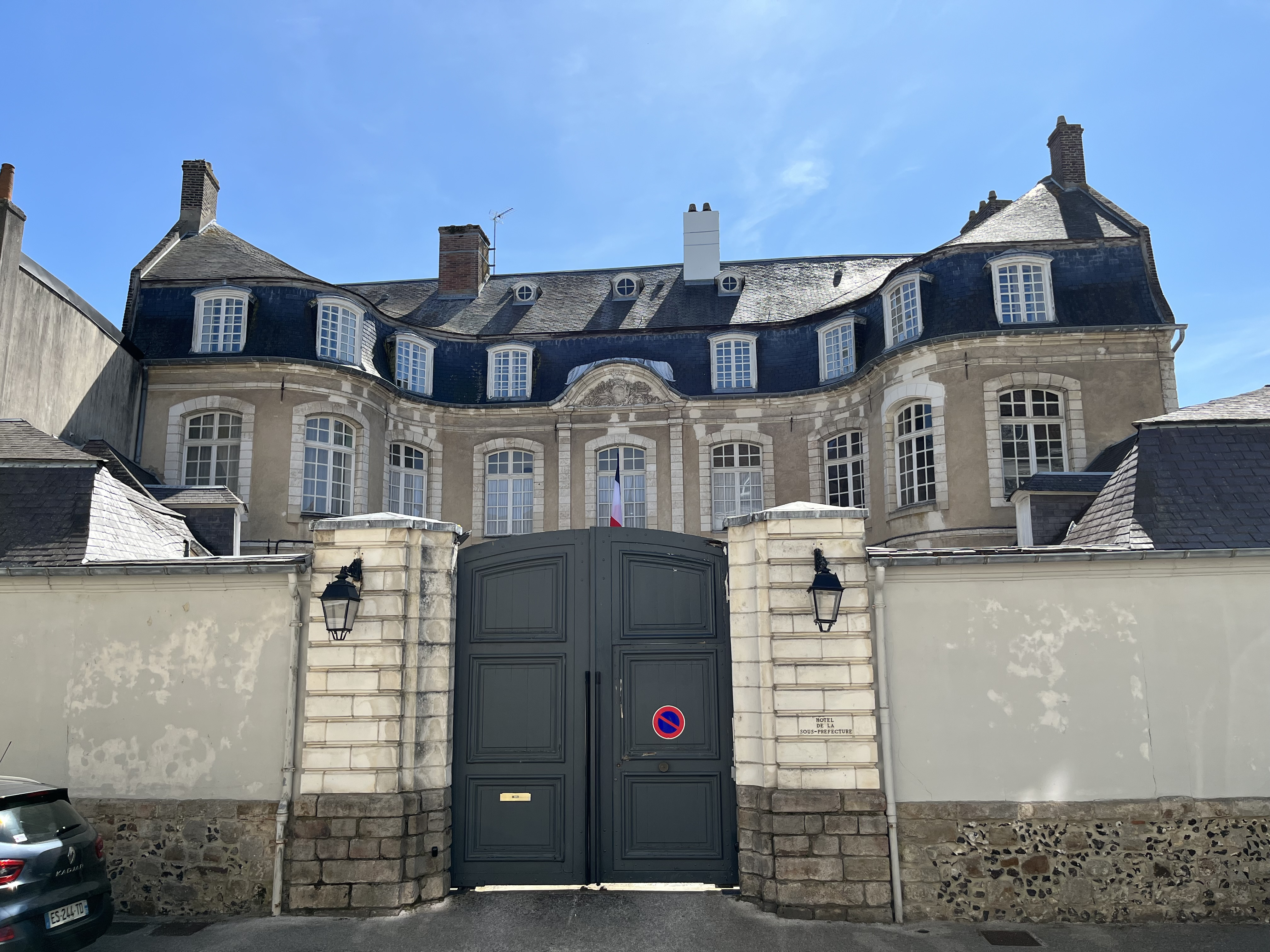
L'hôtel de la sous-préfecture.

### Localisation
La sous-préfecture est sise au 7-9-11, rue d'Hérambault à Montreuil-sur-Mer.

### Hôtel de la sous-préfecture
Le bâtiment, dans lequel se trouve l'actuelle sous-préfecture de Montreuil-sur-Mer, est construit par le marquis Antoine de Bernes de Longvilliers en 1752, il s'agit d'un hôtel particulier avec une cour devant et un jardin derrière, appelé aujourd'hui hôtel de Longvilliers. En 1824, brièvement transformé en tribunal, il devient, en 1827 la résidence des sous-préfets de l'arrondissement de Montreuil. Sur la façade en hémicycle est sculptée la couronne du marquis et à l'intérieur sont exposés deux tableaux de Claude Joseph Vernet. Deux personnalités sont passés dans la sous-préfecture, Georges Clemenceau et le général de Gaulle en 1959,.
L'hôtel de Longvilliers, en totalité, fait l'objet d'une inscription au titre des monuments historiques depuis le 14 décembre 2012.

### Sous-préfets
| Période           | Période           | Identité                  | Fonction précédente                                                                       | Observation                                       |
| ----------------- | ----------------- | ------------------------- | ----------------------------------------------------------------------------------------- | ------------------------------------------------- |
| janv. 1900        | juill. 1906       | François Manceron         |                                                                                           | Muté secrétaire général du Pas-de-Calais          |
| juill. 1906       | juin 1912         | Louis Callard             | Secrétaire général de la préfecture de la Corse                                           | Muté secrétaire général de la préfecture de Corse |
| juin 1912         | 1914              | Bertrand Louis Lafond     |                                                                                           | [ Note 2 ]                                        |
| 1914              | 1914              | Fernand Gervais           |                                                                                           | [ Note 2 ]                                        |
| 1914              | 1915              | Gillion                   |                                                                                           | [ Note 2 ]                                        |
| 1915              | 1917              | Dumont                    |                                                                                           | [ Note 2 ]                                        |
| 1917              | 1921              | Authier                   |                                                                                           | [ Note 2 ]                                        |
| 1921              | déc. 1924         | Peyriga                   |                                                                                           | Muté sous préfet d'Uzès                           |
| déc. 1924         | oct. 1936         | Émile Pelletier           |                                                                                           | Muté sous-préfet de Cambrai,                      |
| oct. 1936         | 1938              | Léon Gonzalve             | Préfet de Tarbes                                                                          | [ Note 2 ]                                        |
| 1938              | oct. 1939         | Jean-Pierre Abeille       | Sous-préfet de Dinan                                                                      | [ Note 2 ]                                        |
| oct. 1939         | 1941              | Luzy                      | Conseiller de préfecture à Lille                                                          | [ Note 2 ]                                        |
| 1941              | 1944              | Eugène Courtois           | Ancien chef de bureau de la préfecture du Pas-de-Calais                                   | [ Note 2 ]                                        |
| 1944              | 1944 (Libération) | Delavenne                 |                                                                                           | [ Note 2 ]                                        |
| 1944 (Libération) | 1945              | Lephay                    | Directeur honoraire des contributions indirectes                                          | [ Note 2 ]                                        |
| 1945              | oct. 1946         | Maurice Despres           | commissaire divisionnaire                                                                 | [ Note 2 ]                                        |
| oct. 1946         | mars 1955         | André Letourneux          |                                                                                           | [ Note 2 ]                                        |
| mars 1956         | nov. 1956         | Alex Gobin                | Chef de cabinet du ministre de la Reconstruction                                          | [ Note 2 ]                                        |
| nov. 1956         | nov. 1958         | Jean Grand                |                                                                                           | [ 7 ]                                             |
| nov. 1958         | sept. 1963        | Alfred Leroux             |                                                                                           | [ Note 2 ]                                        |
| sept. 1963        | juill. 1966       | Pierre Marien             |                                                                                           | [ 7 ]                                             |
| juill. 1966       | 1969              | Christian de Follin       |                                                                                           | [ 7 ]                                             |
| oct. 1969         | oct. 1975         | Pierre-Charles North      |                                                                                           |                                                   |
| oct. 1975         | sept. 1977        | Gilbert Gozard            |                                                                                           | [ Note 2 ]                                        |
| sept. 1977        | mai 1979          | Abdelhamid Benhalla       |                                                                                           | [ Note 2 ]                                        |
| mai 1979          | oct. 1981         | Philippe Hugodot          |                                                                                           | [ 7 ]                                             |
| oct. 1981         | sept. 1983        | Bertrand Labarthe         |                                                                                           | [ Note 2 ]                                        |
| sept. 1983        | sept. 1986        | René Hascoet              |                                                                                           | [ Note 2 ]                                        |
| sept. 1986        | janv. 1989        | André Denudt              |                                                                                           | ,                                                 |
| janv. 1989        | avr. 1993         | Paul Maurau               |                                                                                           | ,                                                 |
| avr. 1993         | janv. 1997        | Marie-Josèphe Perderau    |                                                                                           | ,                                                 |
| janv. 1997        | déc. 1997         | Martine Ayme              |                                                                                           | ,                                                 |
| déc. 1997         | mars 2002         | Michel Bonneau            |                                                                                           | ,                                                 |
| mars 2002         | oct. 2004         | Marie-Françoise Lecaillon | Directrice adjointe de cabinet du directeur général de l'administration                   | [ L 4 ]                                           |
| oct. 2004         | août 2011         | Martine Clavel            |                                                                                           | [ L 5 ]                                           |
| août 2011         | mars 2015         | Jean-Jacques Mouline      |                                                                                           | [ L 6 ]                                           |
| mars 2015         | oct. 2017         | Régis Elbez               |                                                                                           | [ L 7 ]                                           |
| oct. 2017         | 2020              | Marie Baville             | Secrétaire générale adjointe du haut-commissariat de la République en Polynésie française | [ L 8 ]                                           |
| 2020              | 2023              | Frédéric Sampson          | Sous-préfet, directeur de cabinet du préfet de la région Bourgogne - Franche-Comté        | ,                                                 |
| 2023              | En cours          | Isabelle Fradin-Thirode   | conseillère des affaires étrangères                                                       | ,                                                 |

## Démographie
En 2022, l'arrondissement comptait 110 251 habitants.
| 1968   | 1975    | 1982    | 1990    | 1999    | 2006    | 2011    | 2016    | 2021    |
| ------ | ------- | ------- | ------- | ------- | ------- | ------- | ------- | ------- |
| 95 790 | 100 390 | 103 420 | 105 751 | 106 789 | 112 021 | 117 868 | 112 118 | 110 907 |

| 2022    | - | - | - | - | - | - | - | - |
| ------- | - | - | - | - | - | - | - | - |
| 110 251 | - | - | - | - | - | - | - | - |

### Pyramide des âges
Comparaison des pyramides des âges de l'arrondissement de Montreuil et du département du Pas-de-Calais en 2017 :
| Hommes | Classe d’âge | Femmes |
| ------ | ------------ | ------ |
| 0,7    | 90 ans ou +  | 1,6    |
| 6,9    | 75 à 89 ans  | 10,9   |
| 19,7   | 60 à 74 ans  | 20,5   |
| 20,6   | 45 à 59 ans  | 19,7   |
| 17,6   | 30 à 44 ans  | 16,7   |
| 16     | 15 à 29 ans  | 14,2   |
| 18,4   | 0 à 14 ans   | 16,4   |

| Hommes | Classe d’âge | Femmes |
| ------ | ------------ | ------ |
| 0,4    | 90 ans ou +  | 1,4    |
| 5,4    | 75 à 89 ans  | 9,1    |
| 15,4   | 60 à 74 ans  | 16,7   |
| 20,3   | 45 à 59 ans  | 19,4   |
| 19,2   | 30 à 44 ans  | 18,4   |
| 18,6   | 15 à 29 ans  | 16,4   |
| 20,6   | 0 à 14 ans   | 18,6   |

## Pour approfondir